# Chinese Taipei International 2005
Die Chinese Taipei International 2005 im Badminton fanden vom 31. August bis zum 4. September 2005 in Douliu, Yunlin, statt.

## Medaillengewinner
| Disziplin    | Gold                        | Silber                          | Bronze                          |
| ------------ | --------------------------- | ------------------------------- | ------------------------------- |
| Herreneinzel | Daren Liew                  | Erwin Djohan                    | Hung Yuk Wong                   |
| Herreneinzel | Daren Liew                  | Erwin Djohan                    | Feng Chi-hua                    |
| Dameneinzel  | Yip Pui Yin                 | Sachiyo Imai                    | Megumi Taruno                   |
| Dameneinzel  | Yip Pui Yin                 | Sachiyo Imai                    | Ai Goto                         |
| Herrendoppel | Lee Sung-yuan Victo Wibowo  | Hajime Komiyama Noriyasu Hirata | Hsieh Yu-hsing Chen Chih-hao    |
| Herrendoppel | Lee Sung-yuan Victo Wibowo  | Hajime Komiyama Noriyasu Hirata | Kenichi Hayakawa Yusuke Shinkai |
| Damendoppel  | Ku Pei-ting Chou Chia-chi   | Hsieh Pei-chen Tsai Pei-ling    | Hu Hsi-lien Huang Yi-fan        |
| Damendoppel  | Ku Pei-ting Chou Chia-chi   | Hsieh Pei-chen Tsai Pei-ling    | Yuko Kanamori Ikue Tatani       |
| Mixed        | Hajime Komiyama Ikue Tatani | Yusuke Shinkai Yasuyo Imabeppu  | Feng Chi-hua Chen Hsiao-huan    |
| Mixed        | Hajime Komiyama Ikue Tatani | Yusuke Shinkai Yasuyo Imabeppu  | Lin Yu-lang Hsieh Pei-chen      |